# National Premier Leagues Northern NSW
La NPL Northern New South Wales, nota anche come NPL NNSW, è il più alto livello di calcio nella parte settentrionale dello Stato del Nuovo Galles del Sud, Australia. A livello nazionale, è di un grado inferiore alla NSD e costituisce la terza serie del paese. È diretto dalla NNSWF, la federazione dello stato di appartenenza.

## Storia
Nel 2014 viene annunciata la creazione di in un nuovo campionato che avrebbe fatto parte della NPL, la nuova seconda divisione australiana; la denominazione assunta è quella ancora attuale nel 2025, ovvero NPL Northern NSW.
A partire dalla stagione 2025, dopo la creazione di una nuova seconda serie, la lega passerà al terzo livello della piramide calcistica nazionale.

## Squadre partecipanti
Stagione 2025.
- Adamstown Rosebud
- Belmont Swansea Utd
- Broadmeadow Magic
- Charlestown Azzurri
- Cooks Hill Utd
- Edgeworth
- Lambton Jaffas
- Maitland
- Newcastle Olympic
- New Lambton
- Valentine
- Weston Workers

## Albo d'oro

### Vincitori della NPL NSW
- 2014 -  Lambton Jaffas
- 2015 -  Edgeworth
- 2016 -  Edgeworth
- 2017 -  Lambton Jaffas
- 2018 -  Broadmeadow Magic
- 2019 -  Edgeworth
- 2020 -  Edgeworth
- 2021 - Cancellata a causa della pandemia di Covid-19
- 2022 -  Lambton Jaffas
- 2023 -  Lambton Jaffas
- 2024 -  Broadmeadow Magic